# Peter Walter (Landrat)
Peter Walter (* 10. Juli 1891 in Kedingen; † nach 1956) war ein deutscher Lehrer und Landrat des Landkreises Saarbrücken.

## Leben
Nachdem Peter Walter im Jahr 1912 in Dillingen die Reifeprüfung abgelegt hatte, besuchte er eine Lehrerbildungsanstalt (LBA), worauf er im Anschluss beide Lehrerprüfungen ablegte. Nach einer Tätigkeit als Lehrer an mehreren Volksschulen, wurde er Mitglied des Ottweiler Kreistages, sowie Amtsbürgermeister von Wemmetsweiler im Landkreis Neunkirchen. Nach seiner im Jahr 1936 erfolgten Zwangspensionierung fand er Beschäftigung in der Industrie. Nach Ende des Zweiten Weltkriegs wechselte er als Generalsekretär zur Stadtverwaltung der Stadt Saarbrücken, wo er am 10. Januar 1951 zum Landrat des Landkreises Saarbrücken gewählt wurde, dem am 24. Februar 1951 die Bestätigung folgte. Nach 5 Jahren Dienst als Landrat wurde er im Mai 1956 in den Ruhestand verabschiedet.